# Liste de races de chameaux et de dromadaires
Classées par ordre alphabétique, voici une liste des principales races d'élevage de chameaux (Camelus bactrianus) et de dromadaires (Camelus dromedarius) connues.
Ces animaux sont souvent multi-usages : transport (selle, bât, traction) et production (lait, cuir, laine et viande).

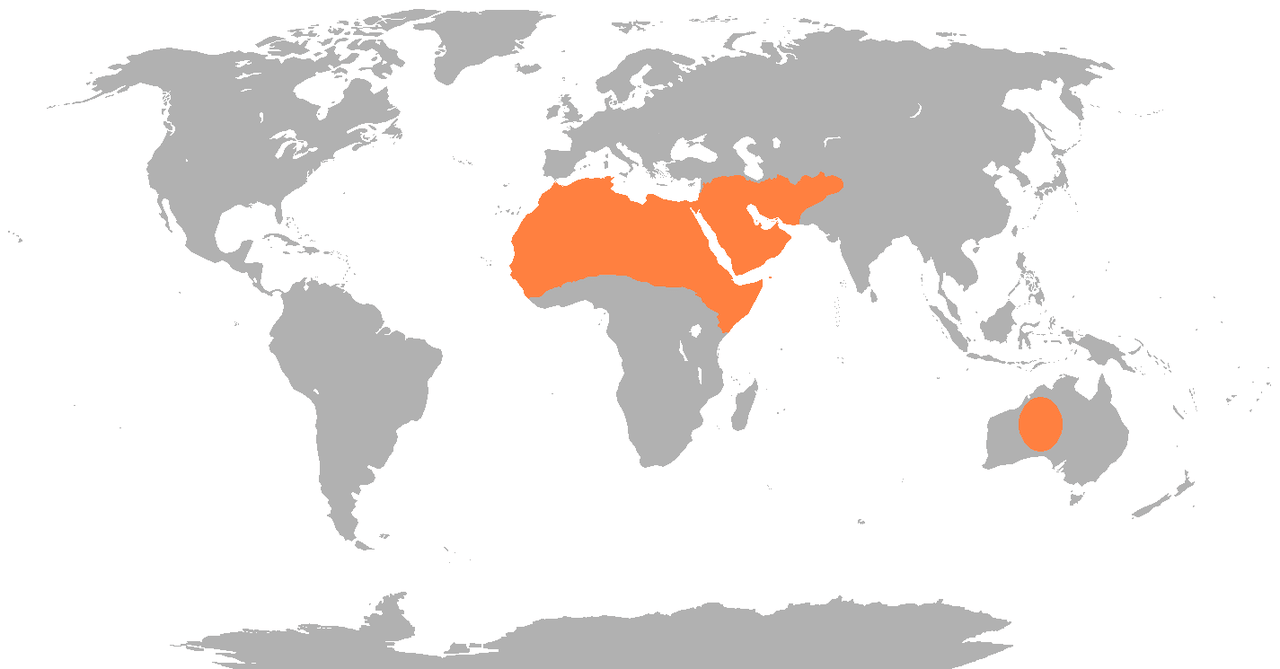
Aire de répartition du Dromadaire.
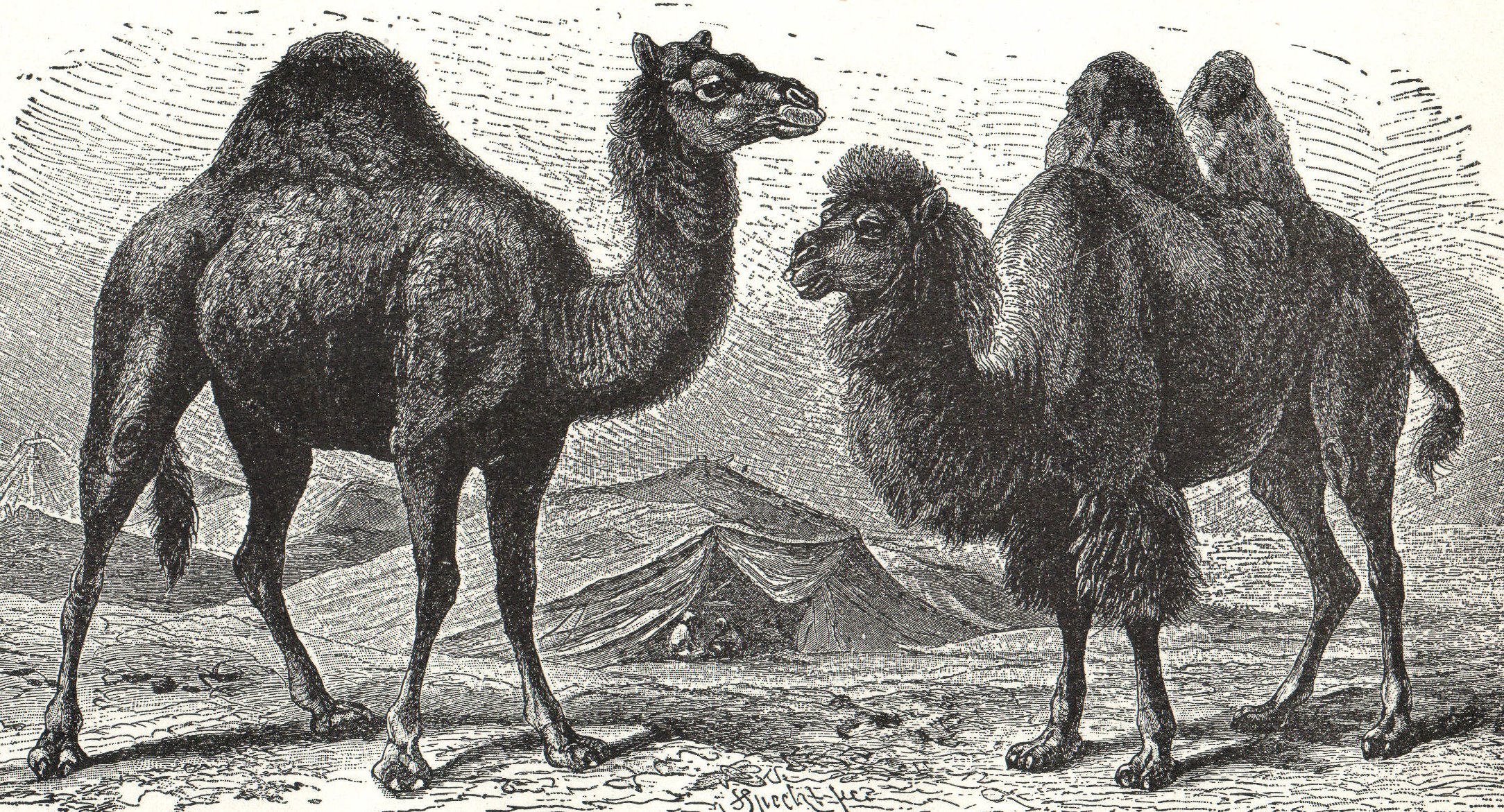
Dromadaire et Chameau de Bactriane.
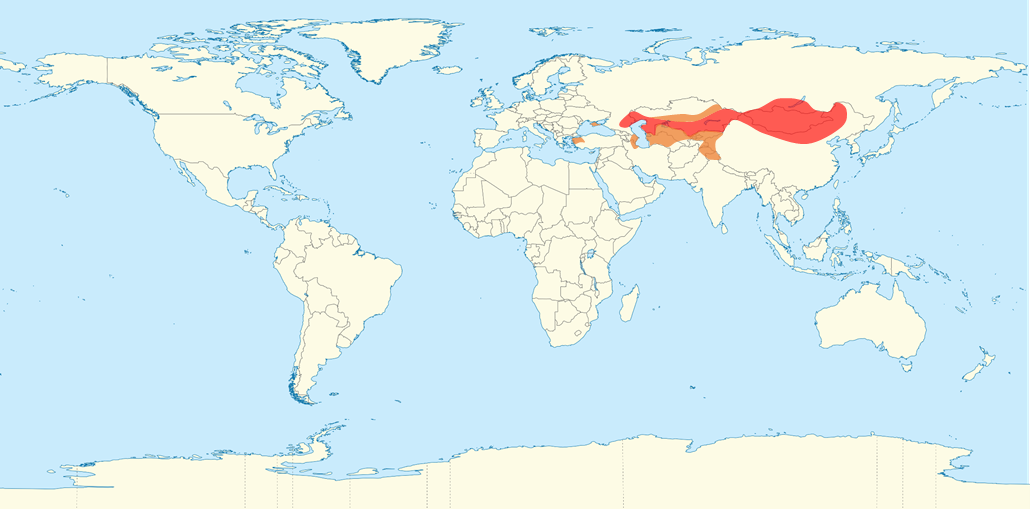
Aire de répartition du Chameau de Bactriane.

## Races par ordre alphabétique
Légende :
- : race de dromadaire Camelus dromedarius
- : race de chameau Camelus bactrianus

- Haut – A
- B
- C
- D
- E
- F
- G
- H
- I
- J
- K
- L
- M
- N
- O
- P
- Q
- R
- S
- T
- U
- V
- W
- X
- Y
- Z

### A
| Type | Nom          | Nom(s) alternatif(s)       | Région d'origine     | Pays                | Usages       | Image | Source |
| ---- | ------------ | -------------------------- | -------------------- | ------------------- | ------------ | ----- | ------ |
|      | Afar         | Issa, Dankali              | Dépression de l'Afar | Éthiopie            | lait, bât    |       | [ 1 ]  |
|      | Aftout       | Chameau des Bérabiches     |                      | Mauritanie          |              |       | ,      |
|      | Ait Khebbach |                            |                      | Algérie             |              |       | [ 3 ]  |
|      | Ajjer        |                            | Tassili n'Ajjer      | Algérie             | selle et bât |       | [ 3 ]  |
|      | Alashan      | Alxa                       | Mongolie-Intérieure  | Chine               | mixte        |       | [ 4 ]  |
|      | Al-Chaelae   |                            |                      | Émirats arabes unis |              |       | [ 5 ]  |
|      | Amibara      |                            | Afar                 | Éthiopie            |              |       | [ 6 ]  |
|      | Aoudi        |                            |                      | Arabie saoudite     |              |       | [ 7 ]  |
|      | Arvana       |                            |                      | Turkménistan        |              |       | [ 8 ]  |
|      | Asail        |                            |                      | Arabie saoudite     |              |       | [ 7 ]  |
|      | Azarghaf     | Dromadaire de l'Aïr        | sud de l'Aïr         | Niger               | selle et bât |       | [ 9 ]  |
|      | Azawak       | Dromadaire des Iullemenden | Azawagh              | Niger               |              |       | [ 9 ]  |

### B
| Type | Nom      | Nom(s) alternatif(s) | Région d'origine                | Pays     | Usages               | Image | Source |
| ---- | -------- | -------------------- | ------------------------------- | -------- | -------------------- | ----- | ------ |
|      | Bagri    |                      | Pendjab                         | Pakistan |                      |       | ,      |
|      | Bikaneri |                      | District de Bikaner (Rajasthan) | Inde     | bât, animal de trait |       | ,      |
|      | Brahvi   |                      | Baloutchistan                   | Pakistan |                      |       | ,      |
|      | Brela    | Barela, Thalucha     | Pendjab                         | Pakistan |                      |       | [ 11 ] |

- Haut – A
- B
- C
- D
- E
- F
- G
- H
- I
- J
- K
- L
- M
- N
- O
- P
- Q
- R
- S
- T
- U
- V
- W
- X
- Y
- Z

### C
| Type | Nom                  | Nom(s) alternatif(s)      | Région d'origine   | Pays             | Usages            | Image | Source |
| ---- | -------------------- | ------------------------- | ------------------ | ---------------- | ----------------- | ----- | ------ |
|      | Campbelpuri          |                           | Khyber Pakhtunkhwa | Pakistan         |                   |       | [ 11 ] |
|      | Chaambi              |                           |                    | Algérie, Tunisie | travaux agricoles |       | [ 14 ] |
|      | Chameau de la steppe |                           |                    | Algérie          |                   |       | [ 3 ]  |
|      | Chameau de Mongolie  | Chameau de Gobi           | sud                | Mongolie         |                   |       | [ 15 ] |
|      | Chameau du Kanem     | Dromadaire Tibesti, Goran | Tibesti            | Tchad            |                   |       | [ 16 ] |

### D
| Type | Nom                          | Nom(s) alternatif(s)      | Région d'origine | Pays      | Usages                                                        | Image | Source |
| ---- | ---------------------------- | ------------------------- | ---------------- | --------- | ------------------------------------------------------------- | ----- | ------ |
|      | Dhatti                       |                           | Sindh            | Pakistan  |                                                               |       | ,      |
|      | Dromadaire australien        |                           |                  | Australie | importé au XIXe siècle, il est devenu une espèce envahissante |       |        |
|      | Dromadaire des Îles Canaries | Camello canario, Majorero | îles Canaries    | Espagne   | tourisme                                                      |       | [ 17 ] |

- Haut – A
- B
- C
- D
- E
- F
- G
- H
- I
- J
- K
- L
- M
- N
- O
- P
- Q
- R
- S
- T
- U
- V
- W
- X
- Y
- Z

### E
| Type | Nom       | Nom(s) alternatif(s) | Région d'origine | Pays                | Usages | Image | Source |
| ---- | --------- | -------------------- | ---------------- | ------------------- | ------ | ----- | ------ |
|      | El-Khawar |                      |                  | Émirats arabes unis |        |       | [ 18 ] |

### F
| Type | Nom     | Nom(s) alternatif(s) | Région d'origine | Pays   | Usages            | Image | Source |
| ---- | ------- | -------------------- | ---------------- | ------ | ----------------- | ----- | ------ |
|      | Fellahi | Fallahi              | Haute-Égypte     | Égypte | travaux agricoles |       | ,      |

### G
| Type | Nom                  | Nom(s) alternatif(s) | Région d'origine     | Pays     | Usages | Image | Source |
| ---- | -------------------- | -------------------- | -------------------- | -------- | ------ | ----- | ------ |
|      | Gaddi                |                      | Khyber Pakhtunkhwa   | Pakistan |        |       | [ 11 ] |
|      | Galbiin goviin ulaan | Galbiin gobiin ulaan | Province de Ömnögovi | Mongolie | mixte  |       | [ 20 ] |
|      | Gelleb               |                      | Somali               | Éthiopie |        |       | [ 6 ]  |
|      | Ghulmani             |                      | Khyber Pakhtunkhwa   | Pakistan |        |       | [ 11 ] |
|      | Guerzni              |                      | sud                  | Maroc    | viande |       | [ 21 ] |

### H
| Type | Nom     | Nom(s) alternatif(s) | Région d'origine | Pays            | Usages | Image | Source |
| ---- | ------- | -------------------- | ---------------- | --------------- | ------ | ----- | ------ |
|      | Hadhana | Adhana               |                  | Arabie saoudite |        |       | [ 7 ]  |
|      | Homor   | Al-Homor             |                  | Arabie saoudite |        |       | ,      |
|      | Hoor    | Hur                  | Somali           | Éthiopie        |        |       | [ 6 ]  |

### J
| Type | Nom        | Nom(s) alternatif(s) | Région d'origine                  | Pays     | Usages                       | Image | Source |
| ---- | ---------- | -------------------- | --------------------------------- | -------- | ---------------------------- | ----- | ------ |
|      | Jaisalmeri |                      | District de Jaisalmer (Rajasthan) | Inde     | selle, course de dromadaires |       | ,      |
|      | Jalori     | Sanchori             | Jalore et Sirohi (Rajasthan)      | Inde     |                              |       | ,      |
|      | Jebli      |                      | Atlas                             | Maroc    | viande, bât                  |       | [ 21 ] |
|      | Jijiga     |                      | Somali                            | Éthiopie |                              |       | [ 6 ]  |

- Haut – A
- B
- C
- D
- E
- F
- G
- H
- I
- J
- K
- L
- M
- N
- O
- P
- Q
- R
- S
- T
- U
- V
- W
- X
- Y
- Z

### K
| Type | Nom                     | Nom(s) alternatif(s)              | Région d'origine              | Pays               | Usages | Image | Source |
| ---- | ----------------------- | --------------------------------- | ----------------------------- | ------------------ | ------ | ----- | ------ |
|      | Kachhi                  |                                   | Baloutchistan                 | Pakistan           |        |       | ,      |
|      | Kala-Chitta             |                                   | Pendjab                       | Pakistan           |        |       | [ 11 ] |
|      | Kalmyk                  |                                   |                               | Russie, Kazakhstan |        |       | [ 23 ] |
|      | Khader                  |                                   | Khyber Pakhtunkhwa            | Pakistan           |        |       | [ 11 ] |
|      | Khaniin khetsiin khuren | Haniin Hetsiin Huren              | Province de Ömnögovi          | Mongolie           |        |       | [ 20 ] |
|      | Kharai                  |                                   | District de Kutch (Gujarat)   | Inde, Pakistan     | selle  |       | [ 12 ] |
|      | Kharani                 |                                   | Baloutchistan                 | Pakistan           |        |       | ,      |
|      | Khouari                 |                                   |                               | Maroc              |        |       | [ 21 ] |
|      | Kohi                    | Dromadaire blanc du Baloutchistan | Baloutchistan                 | Pakistan           |        |       | ,      |
|      | Kutchi                  | Kachchhi                          | Gujarat                       | Inde               |        |       | ,      |
|      | Kzylordinskii           |                                   | De la partie centrale du pays | Kazakhstan         |        |       | [ 25 ] |

- Haut – A
- B
- C
- D
- E
- F
- G
- H
- I
- J
- K
- L
- M
- N
- O
- P
- Q
- R
- S
- T
- U
- V
- W
- X
- Y
- Z

### L
| Type | Nom   | Nom(s) alternatif(s) | Région d'origine | Pays     | Usages | Image | Source |
| ---- | ----- | -------------------- | ---------------- | -------- | ------ | ----- | ------ |
|      | Larri | Sindhi               | Sindh            | Pakistan |        |       | ,      |
|      | Lassi | Lasse                | Baloutchistan    | Pakistan |        |       | ,      |
|      | Liben |                      | Somali           | Éthiopie |        |       | [ 6 ]  |

### M
| Type | Nom      | Nom(s) alternatif(s) | Région d'origine               | Pays            | Usages | Image | Source |
| ---- | -------- | -------------------- | ------------------------------ | --------------- | ------ | ----- | ------ |
|      | Maghrabi |                      |                                | Égypte          |        |       | [ 9 ]  |
|      | Maghrebi |                      |                                | Tunisie         |        |       | [ 26 ] |
|      | Majahim  | Al-Majahim, Majaheem | nord-est                       | Arabie saoudite | lait   |       | ,      |
|      | Makrani  |                      | Baloutchistan                  | Pakistan        |        |       | ,      |
|      | Malvi    |                      | Madhya Pradesh                 | Inde            |        |       | [ 12 ] |
|      | Mandchou |                      | Mandchourie                    | Chine           | bât    |       | [ 28 ] |
|      | Marecha  |                      | Pendjab                        | Pakistan        |        |       | [ 11 ] |
|      | Marmouri |                      |                                | Maroc           |        |       | [ 21 ] |
|      | Marwari  |                      | Rajasthan                      | Inde            |        |       | [ 12 ] |
|      | Maya     |                      | Khyber Pakhtunkhwa             | Pakistan        |        |       | [ 11 ] |
|      | Mewari   |                      | Mewar (Rajasthan)              | Inde            |        |       | ,      |
|      | Mewati   |                      | Rajasthan et Haryana           | Inde            |        |       | [ 12 ] |
|      | Mille    |                      | Afar                           | Éthiopie        |        |       | [ 6 ]  |
|      | Mowalled | Muwallad             | Basse-Égypte et Moyenne-Égypte | Égypte          |        |       | [ 9 ]  |

- Haut – A
- B
- C
- D
- E
- F
- G
- H
- I
- J
- K
- L
- M
- N
- O
- P
- Q
- R
- S
- T
- U
- V
- W
- X
- Y
- Z

### O
| Type | Nom               | Nom(s) alternatif(s) | Région d'origine     | Pays    | Usages       | Image | Source |
| ---- | ----------------- | -------------------- | -------------------- | ------- | ------------ | ----- | ------ |
|      | Ouled Sidi Cheikh |                      | Grand Erg occidental | Algérie | selle et bât |       | [ 3 ]  |

### P
| Type | Nom    | Nom(s) alternatif(s) | Région d'origine | Pays     | Usages | Image | Source |
| ---- | ------ | -------------------- | ---------------- | -------- | ------ | ----- | ------ |
|      | Pishin |                      | Baloutchistan    | Pakistan |        |       | ,      |

### Q
| Type | Nom     | Nom(s) alternatif(s) | Région d'origine | Pays  | Usages | Image | Source |
| ---- | ------- | -------------------- | ---------------- | ----- | ------ | ----- | ------ |
|      | Qinghai |                      | Qinghai          | Chine | mixte  |       | [ 1 ]  |

- Haut – A
- B
- C
- D
- E
- F
- G
- H
- I
- J
- K
- L
- M
- N
- O
- P
- Q
- R
- S
- T
- U
- V
- W
- X
- Y
- Z

### R
| Type | Nom      | Nom(s) alternatif(s) | Région d'origine           | Pays                             | Usages         | Image | Source |
| ---- | -------- | -------------------- | -------------------------- | -------------------------------- | -------------- | ----- | ------ |
|      | Reguibi  | Fugraoui             | ouest du Sahara occidental | Algérie, Mali, Maroc, Mauritanie | selle (méhari) |       | [ 29 ] |
|      | Rendille | Gabbra               | Comté de Marsabit          | Kenya                            | lait, bât      |       | [ 30 ] |
|      | Rodbari  |                      | Baloutchistan              | Pakistan                         |                |       | ,      |

- Haut – A
- B
- C
- D
- E
- F
- G
- H
- I
- J
- K
- L
- M
- N
- O
- P
- Q
- R
- S
- T
- U
- V
- W
- X
- Y
- Z

### S
| Type | Nom             | Nom(s) alternatif(s) | Région d'origine    | Pays            | Usages | Image | Source |
| ---- | --------------- | -------------------- | ------------------- | --------------- | ------ | ----- | ------ |
|      | Saharaoui       |                      |                     | Algérie         |        |       | [ 3 ]  |
|      | Saheli          |                      |                     | Arabie saoudite |        |       | [ 7 ]  |
|      | Sakrai          |                      | Sindh               | Pakistan        |        |       | ,      |
|      | Shaele          |                      |                     | Arabie saoudite |        |       | [ 7 ]  |
|      | Shageh          |                      |                     | Arabie saoudite |        |       | [ 7 ]  |
|      | Shinille        |                      | Somali              | Éthiopie        |        |       | [ 6 ]  |
|      | Sofor           |                      |                     | Arabie saoudite |        |       | [ 7 ]  |
|      | Somali          |                      |                     | Kenya           |        |       | [ 30 ] |
|      | Sonid           | Sunite               | Mongolie-Intérieure | Chine           |        |       | [ 31 ] |
|      | Sudani égyptien |                      |                     | Égypte          |        |       | [ 9 ]  |

- Haut – A
- B
- C
- D
- E
- F
- G
- H
- I
- J
- K
- L
- M
- N
- O
- P
- Q
- R
- S
- T
- U
- V
- W
- X
- Y
- Z

### T
| Type | Nom             | Nom(s) alternatif(s) | Région d'origine       | Pays     | Usages         | Image | Source |
| ---- | --------------- | -------------------- | ---------------------- | -------- | -------------- | ----- | ------ |
|      | Targui          |                      | Hoggar (Tamanrasset)   | Algérie  | selle (méhari) |       | [ 32 ] |
|      | Tokhom-Tungalag | Hos-Zogdort          | Province de Gobi-Altaï | Mongolie |                |       | [ 20 ] |
|      | Turkana         |                      | Comté de Turkana       | Kenya    |                |       | [ 30 ] |

### U
| Type | Nom             | Nom(s) alternatif(s) | Région d'origine                              | Pays       | Usages | Image | Source |
| ---- | --------------- | -------------------- | --------------------------------------------- | ---------- | ------ | ----- | ------ |
|      | Uralobukeevskii |                      | De l'Oural et des régions de la mer Caspienne | Kazakhstan |        |       | [ 25 ] |

### W
| Type | Nom    | Nom(s) alternatif(s) | Région d'origine | Pays            | Usages | Image | Source |
| ---- | ------ | -------------------- | ---------------- | --------------- | ------ | ----- | ------ |
|      | Waddah | Al-Waddah, Maghatir  | nord             | Arabie saoudite | lait   |       | ,      |

### Y
| Type | Nom                  | Nom(s) alternatif(s)                                 | Région d'origine        | Pays       | Usages    | Image | Source |
| ---- | -------------------- | ---------------------------------------------------- | ----------------------- | ---------- | --------- | ----- | ------ |
|      | Yoria                | Dromadaire du Manga Roux de Gouré, Dromadaire toubou | est du Massif de Termit | Niger      | Transport |       | [ 9 ]  |
|      | Yuzhnokazakhstanskii |                                                      | Du sud du Kazakhstan    | Kazakhstan |           |       | [ 25 ] |